# Riserva naturale Campigna
La riserva naturale biogenetica Campigna è un'area naturale protetta statale in Emilia-Romagna istituita nel 1977, che fa parte del Parco nazionale delle Foreste Casentinesi, Monte Falterona e Campigna, occupando una superficie di 1 375 ha nella provincia di Forlì-Cesena. La sua foresta è una delle 149 riserve naturali e foreste demaniali del Raggruppamento Carabinieri per la Biodiversità, inserita nel complesso delle Riserve Naturali Biogenetiche Casentinesi gestite dal Reparto Carabinieri Biodiversità di Pratovecchio (AR), nonché una Zona di Protezione Speciale ai sensi della Direttiva 79/409/CEE riguardante la protezione degli uccelli e un Sito di interesse comunitario ai sensi della Direttiva 92/43CEE.

## Storia
Nel 1380 la Repubblica Fiorentina sconfigge militarmente i conti Guidi. La foresta fu confiscata ed assegnata all'Opera del Duomo di Santa Maria Novella. Nel 1838 la foresta passò sotto le Reali Possessioni del Granducato di Toscana. Il Granduca Leopoldo II ne affidò la gestione a Karl Simon (che italianizzò il suo nome in Carlo Siemoni), tecnico forestale boemo. Nel 1853 il Granduca Leopoldo II acquistò a titolo privato la Reale ed Imperiale foresta di Casentino di cui faceva parte anche la Scodella. Dal 1900 la foresta venne ceduta dai Lorena al Cavalier Ubaldo Tonietti e da questi nel 1905 alla S.A.I.F. ( Società Anonima Industrie Forestali), società privata che la sfruttò notevolmente per la produzione di traverse ferroviarie e carbone. Il 2 marzo 1914 la foresta fu acquistate dall'Azienda speciale per il Demanio Forestale di Stato. Dall'anno 1914, la foresta è gestita dal Corpo Forestale dello Stato, ora Arma dei Carabinieri.

## Territorio
La formazione geologica prevalente è costituita dall'arenaria oligocenica con alternanza di strati compatti e strati di scisti limoso-argillosi molto friabili. La particolare disposizione degli strati rocciosi, che dal versante romagnolo si immergono verso quello toscano, determina la ripida e a tratti scoscesa orografia della foresta, e conferisce una particolare stabilità al terreno.

## Ambiente

### Flora

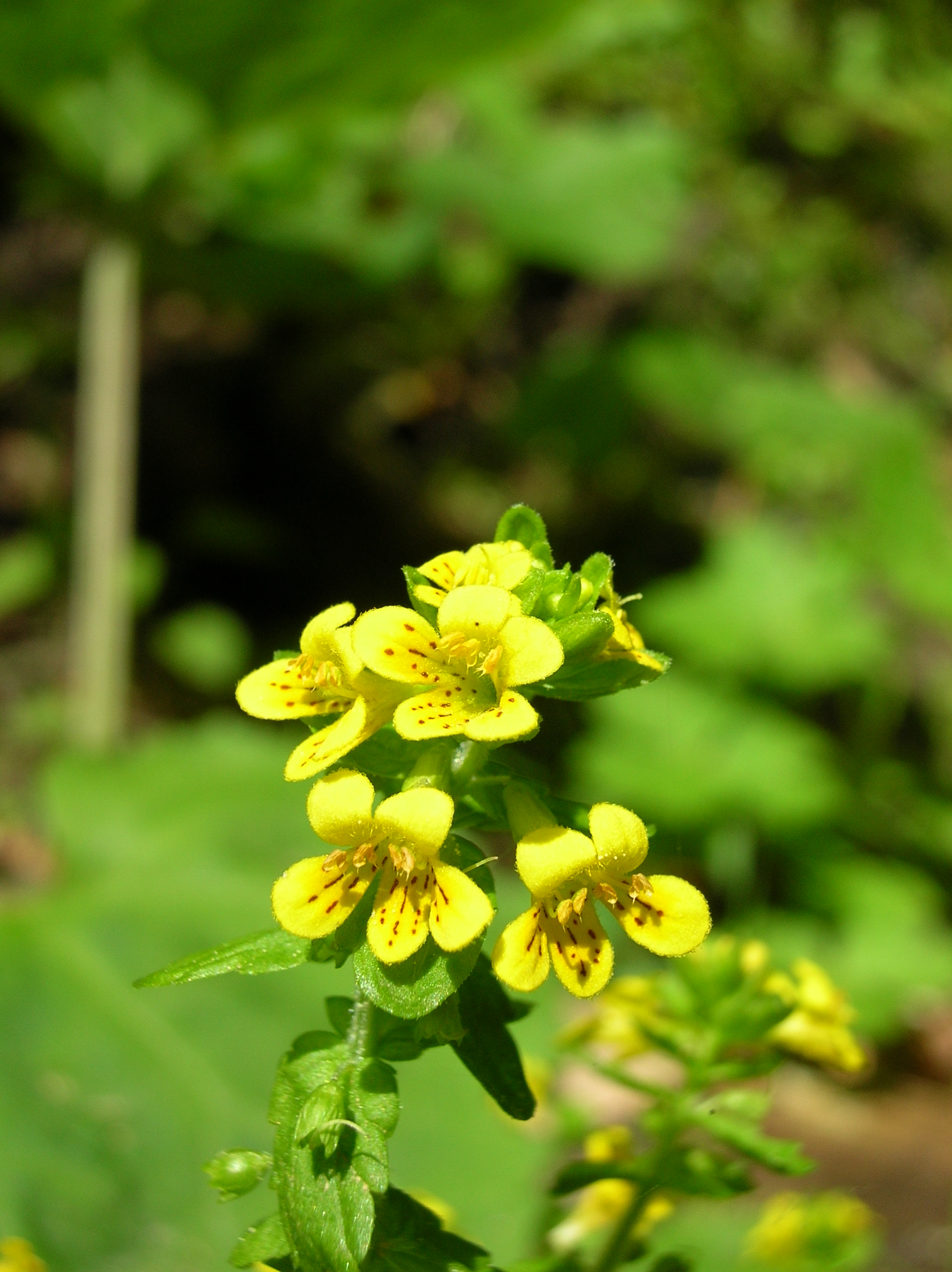
Tozzia alpina

La flora è ricca e variegata, grazie alla situazione di cerniera tra gli areali alpini e centro europei e quelli meridionali appenninici.
Le formazioni forestali principali sono le seguenti:
- Foreste miste mesofile caducifoglie: rovere, tiglio, acero, faggio, abete bianco.
- Boschi di abete bianco
- Foreste di abete bianco e faggio
- Foreste di faggio

Il bosco più caratteristico di questa Riserva è sicuramente la faggeta e abetina artificiale di abete bianco.
Il particolare microclima della zona favorisce altresì la crescita di flora tipicamente alpina (mirtillo rosso e nero, tozzia alpina, sassifraga moscata), costituendone la stazione italiana più meridionale. 

Di particolare interesse botanico alcune specie rare quali Filipendula ulmaria, Parnassia palustris e Matteuccia struthiopteris. È presente anche Huperzia selago appartenente a un gruppo sistematico che ha subito pochissime modifiche dagli esemplari che crescevano nelle Foreste del Carbonifero.  È presente nel periodo primaverile un'orchidea endemica, la Epipactis flaminia.

### Fauna
La fauna prevalente è quella costituita dagli ungulati: cervo, capriolo, daino e cinghiale. Sono presenti anche faina, puzzola, donnola, volpe, scoiattolo, ghiro, riccio, tasso, talpa e moscardino. Importante è anche la presenza del lupo, predatore naturale degli ungulati, in particolare del cinghiale che costituisce circa l'80% della sua dieta.
Numerosa è la presenza di uccelli, tra cui vari rapaci notturni e diurni quali la poiana, il falco pellegrino, l'astore, il gheppio, il gufo reale e il barbagianni. Sono presenti anche l'aquila reale e il picchio nero, quest'ultima una specie legata alla presenza di grandi alberi morti.
Molto diffusi sono i rettili e gli anfibi, tra cui la salamandrina dagli occhiali, il geotritone italico, tritoni alpini, crestati e comuni e l'ululone dal ventre giallo.
Tra gli insetti si segnala la presenza della rosalia alpina, raro cerambicide alpino, legato alle foreste mature con ampia presenza di legno morto.